# رز کریک (مینه‌سوتا)
رز کریک، مینه‌سوتا (به انگلیسی: Rose Creek, Minnesota) یک شهر در ایالات متحده آمریکا است که در شهرستان مور، مینه‌سوتا واقع شده‌است.

## خصوصیات
رز کریک ۱٫۱۹ کیلومترمربع مساحت و ۳۹۴ نفر جمعیت دارد و ۳۸۱ متر بالاتر از سطح دریا واقع شده‌است.